# Trans-AMA 1972
La temporada de 1972 de la Trans-AMA, anomenada oficialment 1972 Trans-AMA motocross series, fou la 3a edició d'aquest campionat, organitzat per l'AMA. El calendari oficial constava d'11 proves puntuables, celebrades entre el 24 de setembre i el 3 de desembre.
Aquella temporada es disputà també la 2a Inter-AMA, reservada a motocicletes de 250cc, programada a 6 proves celebrades entre el 25 de juny i el 30 de juliol. El 1972 fou també l'any en què se celebrà el primer Campionat AMA de motocròs, el qual va prendre ben aviat el protagonisme a la Trans-AMA com a competició de motocròs de referència al país.

## Trans-AMA 500cc
L'oficial suec de Maico Åke Jonsson dominà el campionat, obtenint-hi nou victòries absolutes consecutives. El Campió del Món de 500cc Roger De Coster i Heikki Mikkola foren el segon i tercer classificats finals, aconseguint una victòria absoluta cadascú abans que Jonsson encetés la seva ratxa d'èxits. Brad Lackey fou el nord-americà més ben classificat amb la seva sisena posició final.

### Rondes
Font:
| Ronda | Data           | Lloc                   | Guanyador       | Guanyador   | Millor americà     | Millor americà |
| Ronda | Data           | Lloc                   | Pilot           | Motocicleta | Pilot              | Motocicleta    |
| ----- | -------------- | ---------------------- | --------------- | ----------- | ------------------ | -------------- |
| 1     | 24 de setembre | Copetown               | Roger De Coster | Suzuki      | Brad Lackey (4t)   | Kawasaki       |
| 2     | 1 d'octubre    | Linnville (Ohio)       | Heikki Mikkola  | Husqvarna   | Bryan Kenney (6è)  | Maico          |
| 3     | 8 d'octubre    | St. Peters (Missouri)  | Åke Jonsson     | Maico       | Brad Lackey (6è)   | Kawasaki       |
| 4     | 15 d'octubre   | Atlanta (Geòrgia)      | Åke Jonsson     | Maico       | Jimmy Weinert (3r) | Yamaha         |
| 5     | 22 d'octubre   | Orlando (Florida)      | Åke Jonsson     | Maico       | Brad Lackey (6è)   | Kawasaki       |
| 6     | 29 d'octubre   | Houston (Texas)        | Åke Jonsson     | Maico       | Brad Lackey (8è)   | Kawasaki       |
| 7     | 5 de novembre  | Carlsbad (Califòrnia)  | Åke Jonsson     | Maico       | Brad Lackey (6è)   | Kawasaki       |
| 8     | 12 de novembre | Phoenix (Arizona)      | Åke Jonsson     | Maico       | Brad Lackey (7è)   | Kawasaki       |
| 9     | 19 de novembre | Puyallup (Washington)  | Åke Jonsson     | Maico       | Brad Lackey (8è)   | Kawasaki       |
| 10    | 26 de novembre | Livermore (Califòrnia) | Åke Jonsson     | Maico       | Brad Lackey (4t)   | Kawasaki       |
| 11    | 3 de desembre  | Irvine (Califòrnia)    | Åke Jonsson     | Maico       | Marty Tripes (6è)  | ČZ             |

Notes
1. ↑  Barri de Hamilton (Ontario)
2. ↑  Circuit de Saddleback Park

### Classificació final
| Posició | Pilot               | Equip     | Punts | Victòries |
| ------- | ------------------- | --------- | ----- | --------- |
| 1       | Åke Jonsson         | Maico     | 1550  | 9         |
| 2       | Roger De Coster     | Suzuki    | 912   | 1         |
| 3       | Heikki Mikkola      | Husqvarna | 811   | 1         |
| 4       | Hans Maisch         | Maico     | 530   | 0         |
| 5       | Arne Kring          | Husqvarna | 487   | 0         |
| 6       | Brad Lackey         | Kawasaki  | 460   | 0         |
| 7       | Bengt Åberg         | Husqvarna | 304   | 0         |
| 8       | Pierre Karsmakers   | Husqvarna | 303   | 0         |
| 7       | Christer Hammargren | Yamaha    | 264   | 0         |
| 10      | Miroslav Halm       | ČZ        | 228   | 0         |

### Resultats per ronda

#### Ronda 1
Celebrada el 24 de setembre a Copetown, un barri de Hamilton (Ontario), al Canadà
| Posició | Pilot            | Equip     |
| ------- | ---------------- | --------- |
| 1       | Roger De Coster  | Suzuki    |
| 2       | Åke Jonsson      | Maico     |
| 3       | Heikki Mikkola   | Husqvarna |
| 4       | Brad Lackey      | Kawasaki  |
| 5       | Mike Runyard     | ČZ        |
| 6       | Gary Chaplin     | Maico     |
| 7       | Serge Bacou      | Bultaco   |
| 8       | Rich Thorwaldson | Suzuki    |
| 9       | Billy Clements   | Husqvarna |
| 10      | Seppo Makinen    | Husqvarna |

#### Ronda 2
Celebrada l'1 d'octubre a Linnville (Ohio)
| Posició | Pilot           | Equip     |
| ------- | --------------- | --------- |
| 1       | Heikki Mikkola  | Husqvarna |
| 2       | Hans Maisch     | Maico     |
| 3       | Roger De Coster | Suzuki    |
| 4       | Åke Jonsson     | Maico     |
| 5       | Serge Bacou     | Bultaco   |
| 6       | Bryan Kenney    | Maico     |
| 7       | Dave Bickers    | CZ        |
| 8       | Wyman Priddy    | CZ        |
| 9       | Jim Pomeroy     | Bultaco   |
| 10      | Brad Lackey     | Kawasaki  |

#### Ronda 3
Celebrada el 8 d'octubre a St. Peters (Missouri)
| Posició | Pilot             | Equip     |
| ------- | ----------------- | --------- |
| 1       | Åke Jonsson       | Maico     |
| 2       | Heikki Mikkola    | Husqvarna |
| 3       | Hans Maisch       | Maico     |
| 4       | Arne Kring        | Husqvarna |
| 5       | Pierre Karsmakers | Husqvarna |
| 6       | Brad Lackey       | Kawasaki  |
| 7       | Gary Jones        | Yamaha    |
| 8       | Rich Thorwaldson  | Suzuki    |
| 9       | Dave Bickers      | CZ        |
| 10      | Wyman Priddy      | CZ        |

#### Ronda 4
Celebrada el 15 d'octubre a Atlanta (Geòrgia)
| Posició | Pilot             | Equip     |
| ------- | ----------------- | --------- |
| 1       | Åke Jonsson       | Maico     |
| 2       | Roger De Coster   | Suzuki    |
| 3       | Jimmy Weinert     | Yamaha    |
| 4       | Rich Thorwaldson  | Suzuki    |
| 5       | Jim Pomeroy       | Bultaco   |
| 6       | Bryan Kenney      | Maico     |
| 7       | Arne Kring        | Husqvarna |
| 8       | Mike Runyard      | CZ        |
| 9       | Brad Lackey       | Kawasaki  |
| 10      | Pierre Karsmakers | Husqvarna |

#### Ronda 5
Celebrada el 22 d'octubre a Orlando (Florida)
| Posició | Pilot             | Equip     |
| ------- | ----------------- | --------- |
| 1       | Åke Jonsson       | Maico     |
| 2       | Heikki Mikkola    | Husqvarna |
| 3       | Arne Kring        | Husqvarna |
| 4       | Pierre Karsmakers | Husqvarna |
| 5       | Bengt Åberg       | Husqvarna |
| 6       | Brad Lackey       | Kawasaki  |
| 7       | Jimmy Weinert     | Yamaha    |
| 8       | Hans Maisch       | Maico     |
| 9       | Serge Bacou       | Bultaco   |
| 10      | Jim Pomeroy       | Bultaco   |

#### Ronda 6
Celebrada el 29 d'octubre a Houston (Texas)
| Posició | Pilot               | Equip     |
| ------- | ------------------- | --------- |
| 1       | Åke Jonsson         | Maico     |
| 2       | Christer Hammargren | Yamaha    |
| 3       | Heikki Mikkola      | Husqvarna |
| 4       | Arne Kring          | Husqvarna |
| 5       | Pierre Karsmakers   | Husqvarna |
| 6       | Jaak van Velthoven  | Yamaha    |
| 7       | Serge Bacou         | Bultaco   |
| 8       | Brad Lackey         | Kawasaki  |
| 9       | Jiri Churavy        | CZ        |
| 10      | Mark Blackwell      | Husqvarna |

#### Ronda 7
Celebrada el 5 de novembre a Carlsbad (Califòrnia)
| Posició | Pilot               | Equip     |
| ------- | ------------------- | --------- |
| 1       | Åke Jonsson         | Maico     |
| 2       | Roger De Coster     | Suzuki    |
| 3       | Heikki Mikkola      | Husqvarna |
| 4       | Hans Maisch         | Maico     |
| 5       | Miroslav Halm       | CZ        |
| 6       | Brad Lackey         | Kawasaki  |
| 7       | Pierre Karsmakers   | Husqvarna |
| 8       | Jaak van Velthoven  | Yamaha    |
| 9       | Christer Hammargren | Yamaha    |
| 10      | Gary Jones          | Yamaha    |

#### Ronda 8
Celebrada el 12 de novembre a Phoenix (Arizona)
| Posició | Pilot               | Equip     |
| ------- | ------------------- | --------- |
| 1       | Åke Jonsson         | Maico     |
| 2       | Heikki Mikkola      | Husqvarna |
| 3       | Roger De Coster     | Suzuki    |
| 4       | Jaak van Velthoven  | Yamaha    |
| 5       | Arne Kring          | Husqvarna |
| 6       | Christer Hammargren | Yamaha    |
| 7       | Brad Lackey         | Kawasaki  |
| 8       | Hans Maisch         | Maico     |
| 9       | Andy Roberton       | Husqvarna |
| 10      | Pierre Karsmakers   | Husqvarna |

#### Ronda 9
Celebrada el 19 de novembre a Puyallup (Washington)
| Posició | Pilot               | Equip     |
| ------- | ------------------- | --------- |
| 1       | Åke Jonsson         | Maico     |
| 2       | Arne Kring          | Husqvarna |
| 3       | Roger De Coster     | Suzuki    |
| 4       | Bengt Åberg         | Husqvarna |
| 5       | Hans Maisch         | Maico     |
| 6       | Andy Roberton       | Husqvarna |
| 7       | Christer Hammargren | Yamaha    |
| 8       | Brad Lackey         | Kawasaki  |
| 9       | Miroslav Halm       | CZ        |
| 10      | Jim Pomeroy         | Bultaco   |

#### Ronda 10
Celebrada el 26 de novembre a Livermore (Califòrnia)
| Posició | Pilot              | Equip     |
| ------- | ------------------ | --------- |
| 1       | Åke Jonsson        | Maico     |
| 2       | Roger De Coster    | Suzuki    |
| 3       | Miroslav Halm      | CZ        |
| 4       | Brad Lackey        | Kawasaki  |
| 5       | Jiri Churavy       | CZ        |
| 6       | Jaak van Velthoven | Yamaha    |
| 7       | Bengt Åberg        | Husqvarna |
| 8       | Marty Tripes       | CZ        |
| 9       | Gary Jones         | Yamaha    |
| 10      | Masaharu Takezawa  | Kawasaki  |

#### Ronda 11
Celebrada el 3 de desembre a Irvine (Califòrnia), al circuit de Saddleback Park
| Posició | Pilot               | Equip     |
| ------- | ------------------- | --------- |
| 1       | Åke Jonsson         | Maico     |
| 2       | Bengt Åberg         | Husqvarna |
| 3       | Hans Maisch         | Maico     |
| 4       | Roger De Coster     | Suzuki    |
| 5       | Andy Roberton       | Husqvarna |
| 6       | Marty Tripes        | CZ        |
| 7       | Miroslav Halm       | CZ        |
| 8       | Christer Hammargren | Yamaha    |
| 9       | Brad Lackey         | Kawasaki  |
| 10      | Pierre Karsmakers   | Husqvarna |

## Inter-AMA 250cc
El pilot de Califòrnia Gary Jones guanyà el campionat amb una sola victòria absoluta, mentre que Torsten Hallman, Marty Tripes, Arne Lindfors, Hakan Andersson i Arne Kring es repartien les altres cinc. La victòria de Gary Jones fou la primera d'un americà en un esdeveniment internacional contra pilots europeus. Al seu torn, la prova que guanyà Marty Tripes, a només 16 anys, ha passat a la història com al primer esdeveniment de Supercross mai disputat. Celebrada al Los Angeles Memorial Coliseum, s'anomenà oficialment "Super Bowl of Motocross" i d'aquí li ve el nom a aquesta nova modalitat, nascuda aquell dia.

### Rondes
Font:
| Ronda | Data         | Lloc                     | Guanyador       | Guanyador   | Millor americà        | Millor americà |
| Ronda | Data         | Lloc                     | Pilot           | Motocicleta | Pilot                 | Motocicleta    |
| ----- | ------------ | ------------------------ | --------------- | ----------- | --------------------- | -------------- |
| 1     | 25 de juny   | Boise (Idaho)            | Gary Jones      | Yamaha      | Íd.                   | Íd.            |
| 2     | 2 de juliol  | Olympia (Washington)     | Torsten Hallman | Yamaha      | Gunnar Lindstrom (4t) | Husqvarna      |
| 3     | 8 de juliol  | Los Angeles (Califòrnia) | Marty Tripes    | Yamaha      | Íd.                   | Íd.            |
| 4     | 16 de juliol | New Berlin (Nova York)   | Arne Lindfors   | Yamaha      | Gary Jones (2n)       | Yamaha         |
| 5     | 23 de juliol | Elkhorn (Wisconsin)      | Håkan Andersson | Yamaha      | Jim Weinert (2n)      | Yamaha         |
| 6     | 30 de juliol | Lexington (Ohio)         | Arne Kring      | Husqvarna   | Gary Jones (3r)       | Yamaha         |

Notes
1. ↑  Gunnar Lindstrom, suec, es va establir als Estats Units a finals dels 60 per tal de col·laborar amb Husqvarna en el llançament de la marca en aquest nou mercat. Apareix com a millor americà en les fonts coetànies pel fet d'estar domiciliat a South Plainfield (Nova Jersey).
2. ↑  "Super Bowl of Motocross", celebrada al Los Angeles Memorial Coliseum. Fou la primera cursa de supercross mai disputada.

### Classificació final
| Posició | Pilot            | Motocicleta | Punts |
| ------- | ---------------- | ----------- | ----- |
| 1       | Gary Jones       | Yamaha      | 470   |
| 2       | Torsten Hallman  | Yamaha      | 450   |
| 3       | Arne Kring       | Husqvarna   | ?     |
| 4       | Torleif Hansen   | Husqvarna   | 340   |
| 5       | Jim Weinert      | Yamaha      | 330   |
| 6       | Hakan Andersson  | Yamaha      | 305   |
| 7       | Dave Bickers     | ČZ          | 210   |
| 8       | Marty Tripes     | Yamaha      | 200   |
| 9       | Gunnar Lindstrom | Husqvarna   | 175   |
| 10      | Arne Lindfors    | Yamaha      | 155   |